# Río Viejo Sur-Alto de los Carrillo
Río Viejo Sur-Alto de los Carrillo es un caserío peruano ubicado en el distrito de La Arena, perteneciente a la provincia y departamento de Piura, al norte del Perú. 

## Ubicación
Río Viejo Sur-Alto de los Carrillo se ubica al oeste de la provincia de Piura, en el distrito de La Arena, en el departamento de Piura.

## Demografía
En 2017 Río Viejo Sur-Alto de los Carrillo tenía una población de 487 habitantes.
| Gráfica de evolución demográfica de Río Viejo Sur-Alto de los Carrillo entre 1993 y 2017 |
|                                                                                          |
| Fuentes: Población 1993 (Alto de Carrillo y Río Viejo) y 2017                            |